# Ryan Mmaee
Ryan Mmaee A'Nwambeben Kabir (em árabe: ريان ماي; Geraardsbergen, 1 de novembro de 1997), ou apenas Ryan Mmaee, é um futebolista marroquino nascido na Bélgica que atua como centroavante. Atualmente está sem clube.
Apesar de ser belga, Mmaee representa o Marrocos internacionalmente.

## Carreira
Mmaee ingressou no Standard de Liège em 2013, no Gent. Em 21 de maio de 2015, ele fez sua estreia na Pro League belga com o Standard de Liège contra o Gent. Ele substituiu Mehdi Carcela-Gonzalez aos 82 minutos em uma derrota fora de casa por 2 a 0.
Sua ascendência o permite representar Bélgica, Camarões ou Marrocos em nível sênior. Ele fez sua estreia pela seleção principal do Marrocos em uma vitória por 2-0 contra o Sudão.

## Estatísticas da carreira

### Club
- Atualizado até 14 de agosto de 2022

| Clube                         | Temporada         | Liga                          | Liga      | Liga | Copa nacional | Copa nacional | Continental | Continental | Outros    | Outros | Total     | Total |
| Clube                         | Temporada         | Divisão                       | Aparições | Gols | Aparições     | Gols          | Aparições   | Gols        | Aparições | Gols   | Aparições | Gols  |
| ----------------------------- | ----------------- | ----------------------------- | --------- | ---- | ------------- | ------------- | ----------- | ----------- | --------- | ------ | --------- | ----- |
| Standard Liège                | 2014–15           | Belgian Pro League            | 1         | 0    | —             | —             | —           | —           | —         | —      | 1         | 0     |
| Standard Liège                | 2015–16           | Belgian Pro League            | 5         | 0    | 0             | 0             | 0           | 0           | —         | —      | 5         | 0     |
| Standard Liège                | 2016–17           | Belgian First Division A      | 7         | 1    | —             | —             | —           | —           | —         | —      | 7         | 1     |
| Standard Liège                | Total             | Total                         | 13        | 1    | 0             | 0             | 0           | 0           | —         | —      | 13        | 1     |
| Waasland-Beveren (emprestado) | 2017–18           | Primeira Divisão Belga        | 18        | 1    | 2             | 0             | —           | —           | —         | —      | 20        | 1     |
| AGF (emprestado)              | 2018–19           | Danish Superliga              | 9         | 0    | 3             | 3             | —           | —           | —         | —      | 12        | 3     |
| AEL Limassol                  | 2019–20           | Primeira Divisão Cipriota     | 20        | 5    | 3             | 3             | —           | —           | 1         | 0      | 24        | 8     |
| AEL Limassol                  | 2020–21           | Primeira Divisão Cipriota     | 30        | 14   | 5             | 3             | —           | —           | —         | —      | 35        | 17    |
| AEL Limassol                  | Total             | Total                         | 50        | 19   | 8             | 6             | 0           | 0           | 1         | 0      | 59        | 25    |
| Ferencváros                   | 2021–22           | Campeonato Húngaro de Futebol | 21        | 13   | 2             | 1             | 14          | 5           | —         | —      | 37        | 19    |
| Ferencváros                   | 2022–23           | Campeonato Húngaro de Futebol | 1         | 0    | 0             | 0             | 3           | 0           | —         | —      | 4         | 0     |
| Ferencváros                   | Total             | Total                         | 22        | 13   | 2             | 1             | 17          | 5           | 0         | 0      | 41        | 19    |
| Total na carreira             | Total na carreira | Total na carreira             | 112       | 34   | 15            | 10            | 17          | 5           | 1         | 0      | 145       | 49    |

## Honras
Standard Liège
- Copa da Bélgica: 2015–16

Ferencváros
- Campeonato Húngaro de Futebol: 2021–22
- Magyar Kupa: 2021–22